# Gilbert Colgate, Jr.
Gilbert Bayard Colgate, Jr., noto Gil (New York, 21 dicembre 1899 – New York, 8 ottobre 1965) è stato un bobbista statunitense.

## Biografia
Ai IV Giochi olimpici invernali (edizione disputatasi nel 1936 a Garmisch-Partenkirchen, Germania) vinse la medaglia di bronzo nel Bob a 2 con il connazionale Richard Lawrence partecipando per la seconda nazionale degli Stati Uniti d'America, terminando dietro quella Svizzera (medaglia d'argento) e l'altra statunitense (medaglia d'oro).
Il tempo totalizzato fu di 5:33,96, il distacco dalla seconda era poco più di tre secondi (5:30,64).